# Kärcher Municipal

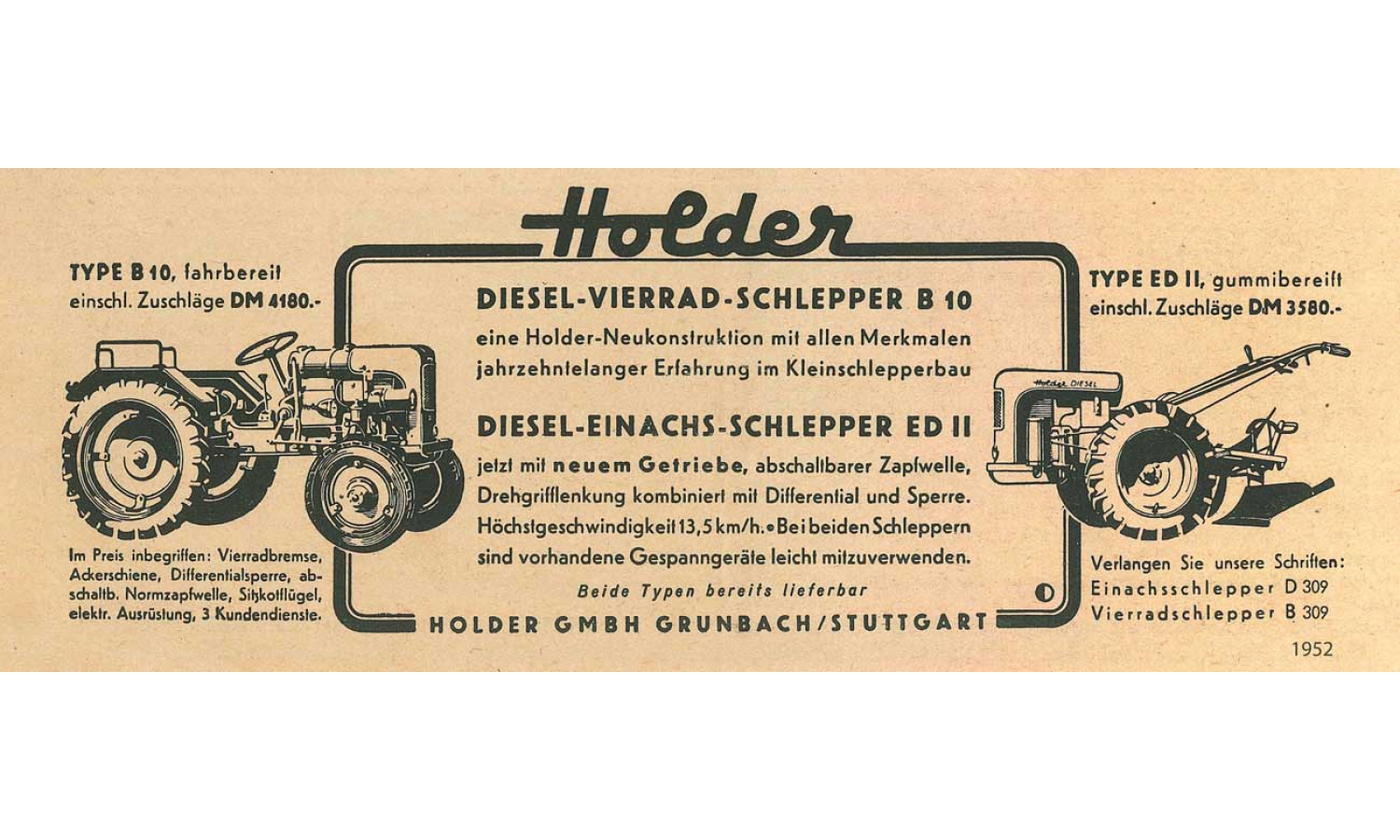
Affiche Holder Grunbach

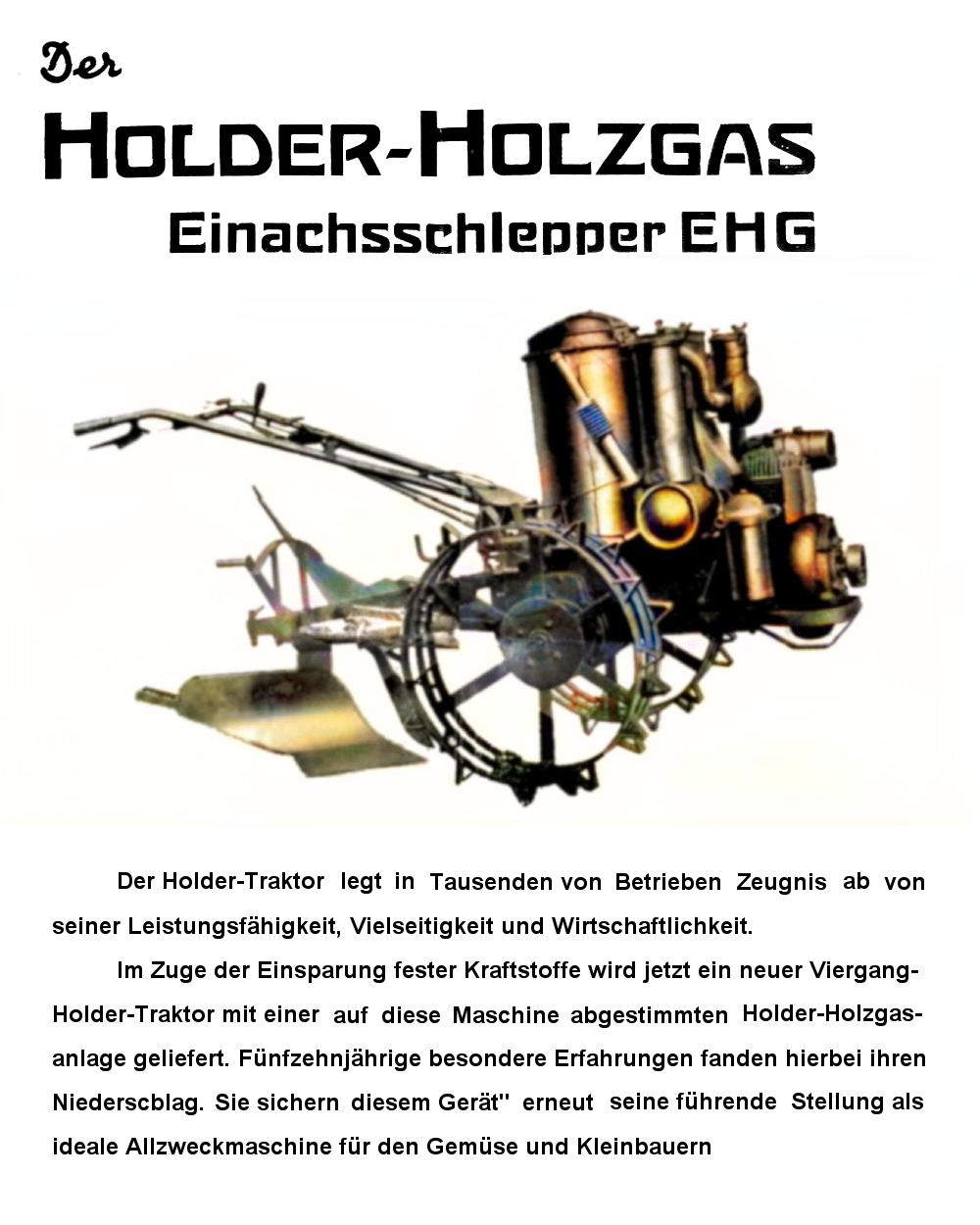
affiche Holder-Holzgas EHG

Kärcher Municipal GmbH, voorheen Max Holder GmbH, is een bedrijf dat zich specialiseert in de fabricage en de ontwikkeling van kleine multifunctionele landbouwmachines voornamelijk voor gemeentelijke diensten. 
Het bedrijf is gevestigd in Reutlingen, Duitsland.

## Historie
- 1888: de gebroeders Christian Friedrich en Martin Holder starten op 16 september een machine- en magnetenfabriek in Bad Urach (Duitsland). Naast de constructie van magnetische apparaten en rollen worden in de werkplaats reparaties aan landbouwmachines, fietsen en naaimachines verricht. Ook monteert men bliksemafleiders en installeert men zuivelapparatuur.
- 1989: Martin verlaat het bedrijf en begint een slotenmakerij, Christian specialiseert zich in de fabricage van magnetische apparaten.
- 1897: in overleg met boeren uit de omgeving wordt de eerste automatische rugsproeier ontwikkeld; deze krijgt grote bekendheid als de "Holdersproeier" en wordt als een voorbeeld van innovatieve ontwikkeling tentoongesteld in het Duitse Museum voor Technologie in München (2020).
- 1902: het bedrijf verhuist naar een gunstiger locatie in Metzingen aan een zijkanaal van de Erms en vestigt zich in de gebouwen van het bedrijf Braun.
- 1905: de door het bedrijf ontwikkelde stofzuiger wordt na uitgebreid testen in het eigen gezin op de markt gebracht.
- 1908: er wordt een filiaal met klantenservice opgericht in Straatsburg.
- 1912: het aantal medewerkers overschrijdt de 100 en een derde van de productie wordt wereldwijd geëxporteerd.
- 1914-1918: gedurende Eerste Wereldoorlog neemt de binnenlandse vraag toe en kan het bedrijf normaal doorwerken.
- 1924: de motorplunjerpomp met DKW-motor.
- 1926: de gemotoriseerde boom- en hopspuit.
- 1927: de gemotoriseerde Poederverstuiver, de Autofix.
- 1929: de eerste zelfrijdende gemotoriseerde veldspuit met twee rijsnelheden.
- 1930: C.F. Holder & Zn. presenteert de enkelassige tractor, uitgerust met een enkelwielige rem, verstelbare veerpoten, poelie en krachtafnemer. Deze machine wordt onderscheiden met een DLG-medaille en is eveneens te zien in het Duitse Museum voor Technologie.
- 1934: Lothar Holder neemt de verantwoordelijkheid voor verkoop en marketing, advertenties in binnen- en buitenland verschijnen in allerlei bladen.
- 1943-1948: gedurende de Tweede Wereldoorlog slaagt Holder erin om houtgasgeneratoren te bouwen voor de kleine motoren van zijn tractoren. In de periode dat de productie van motoren op vloeibare brandstof verboden is, worden grote aantallen gefabriceerd.
- 1949: in Grunbach bij Waiblingen wordt een filiaal geopend waar kleine tractoren worden gefabriceerd, Holder GmbH Grunbach.
- 1950: de nieuw ontwikkelde eencilinder-tweetakt-diesel wordt gebruikt voor enkelassige tractoren (tuinbouwmachines). De rechten voor de motor worden verkocht aan Fichtel & Sachs. Deze Sachs Diesel werd in grote hoeveelheden geproduceerd.
- 1953: de nieuwste ontwikkeling, de werktuigdragaer, wordt geïntroduceerd: vanaf 1956 worden deze multifunctionele machines verder ontwikkeld en zij vormen in 2020 het voornaamste product van het bedrijf.
- 1986: schikkingsprocedure met schuldeisers, de fabriek in Grunbach werd afgestoten en alleen de vestiging in Metzingen blijft bestaan.
- 1992: het bedrijf Holder wordt verkocht aan het Japanse bedrijf Maruyama, in 1995 begint men met de productie van gemeentelijke voertuigen, de Multipark-serie.
- 1996: het bedrijf wordt teruggekocht door een van de vorige eigenaren.
- 2005: het Turkse landbouwmachinebedrijf Uzel neemt het bedrijf over.
- 2008: Holder vraagt bij de rechtbank van Tübingen een insolventieprocedure aan. In oktober nemen drie aandeelhouders (Martin Haas, dr. Carl-Heiner Schmid en dr. Christoph Weiß) uit Baden-Württemberg het bedrijf over, dat wordt voortgezet onder de naam Max Holder GmbH.
- 2010: het nieuwe Holder Customer Center in Metzingen wordt geopend, het 900 m² grote klantencentrum met presentatieruimte is eveneens een ontmoetingsplaats voor klanten, leveranciers, medewerkers en geïnteresseerden. Naast het gebouw is een demonstratieterrein waar voertuigen op uiteenlopende terreinen kunnen worden getest.
- 2017: het bedrijf verhuist naar de nieuwe locatie in Reutlingen.
- 2018: het nieuwe hoofdkantoor in Reutlingen wordt geopend.
- 2019: Alfred Kärcher SE & Co. KG neemt het gehele bedrijf Max Holder GmbH op in zijn bedrijvengroep, de naam Holder blijft behouden.
- 2021: Het bedrijf heet sinds januari 2021 Kärcher Municipal GmbH.

## Biografie
- Christian Friedrich Holder (1861-1941) trouwde met Emma, het echtpaar kreeg vier kinderen: Helene, Gertraud, Max (1904 -1971) en Lothar.
- Max en Lothar kregen goede opleiding. Na zijn studie aan de technische universiteit ging Max in 1929 op studiereis naar Amerika waar hij de Holder vertegenwoordigingen in Florida, Chicago en Californië bezocht.

Ook zag hij daar de enorme landbouwmachines die in de U.S.A. werden gebruikt, omdat deze machines in de bergachtige gebieden van Duitsland nauwelijks gebruikt konden worden, ontwierp hij de enkelassige tractor, de "Pioneer". Het prototype werd direct na zijn thuiskomst vervaardigd.

## Wetenswaardigheden
- Door de grote populariteit van de enkelassige trekkers (frees- en ploegmachines) van de fa. Holder treedt merkverwatering op en worden deze machines in Duitsland veelal Holder genoemd, ongeacht de fabrikant.
- In totaal had bedrijf in 2019 een netwerk van meer dan 250 verkoop- en servicepartners en was goed vertegenwoordigd in Noord-Amerika.
- In de Verenigde Staten en Canada zijn ongeveer 40 dealers gevestigd die worden bevoorraad door het dochterbedrijf Holder Tractors Inc. in Embrun, Canada.
- Naast zijn werk was Christian lange tijd (1921 - 1931) dirigent van de zangvereniging van Metzingen[3]

## Afbeeldingen

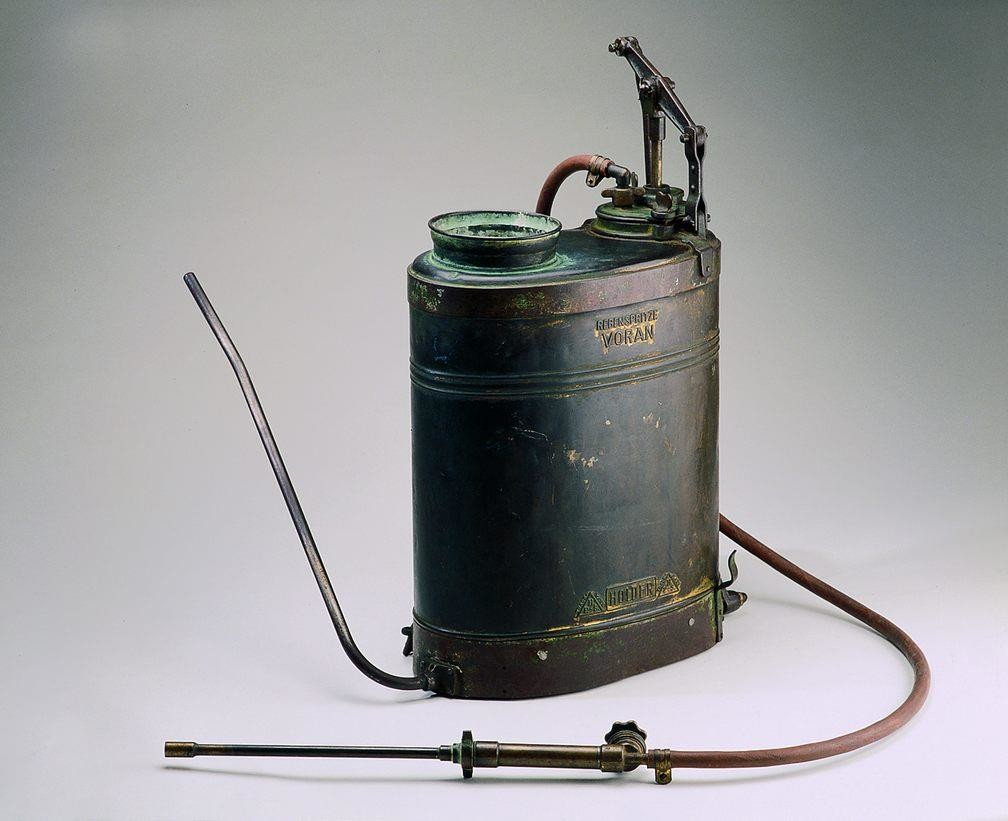
rugspuit
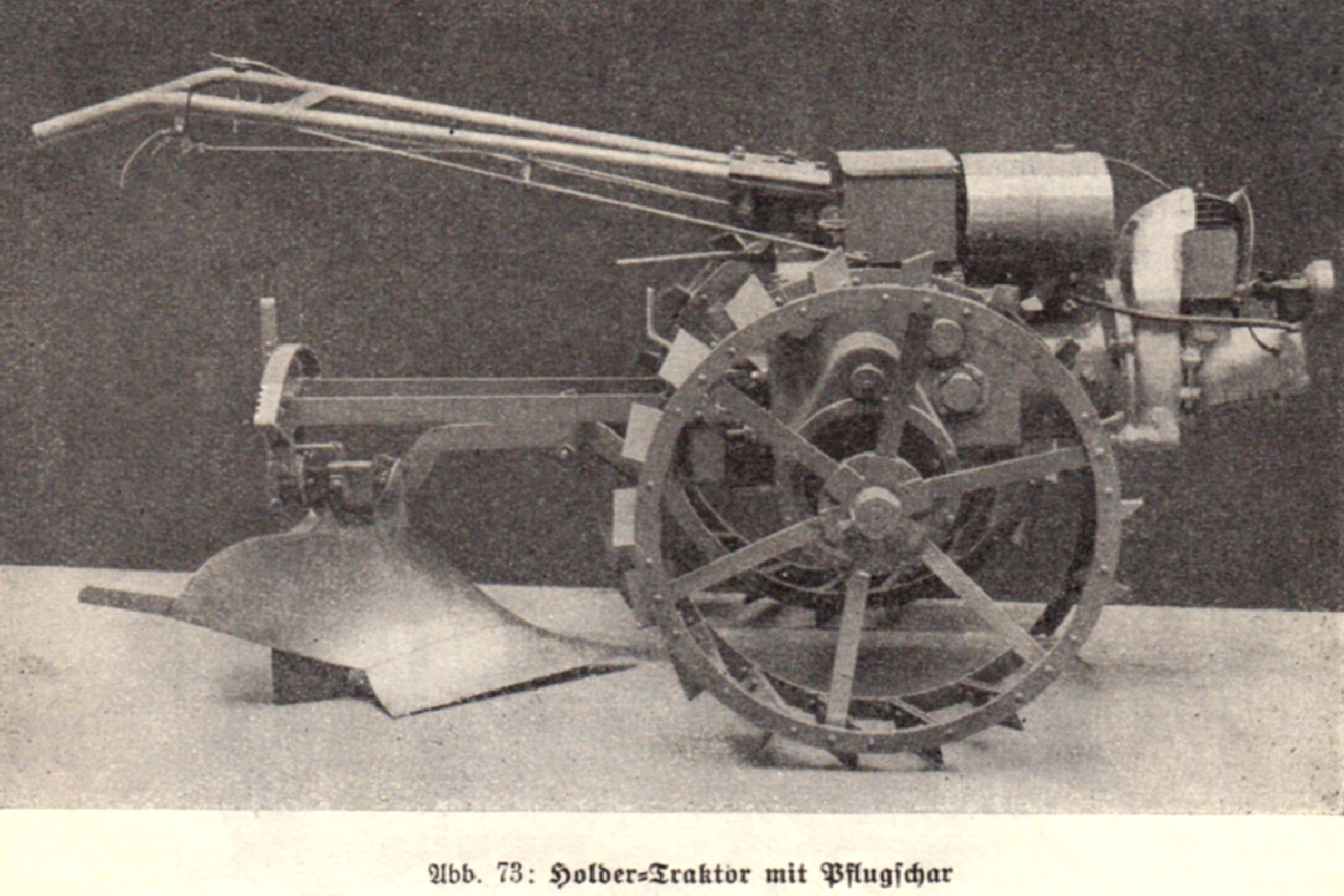
Enkelasser met kantelploeg
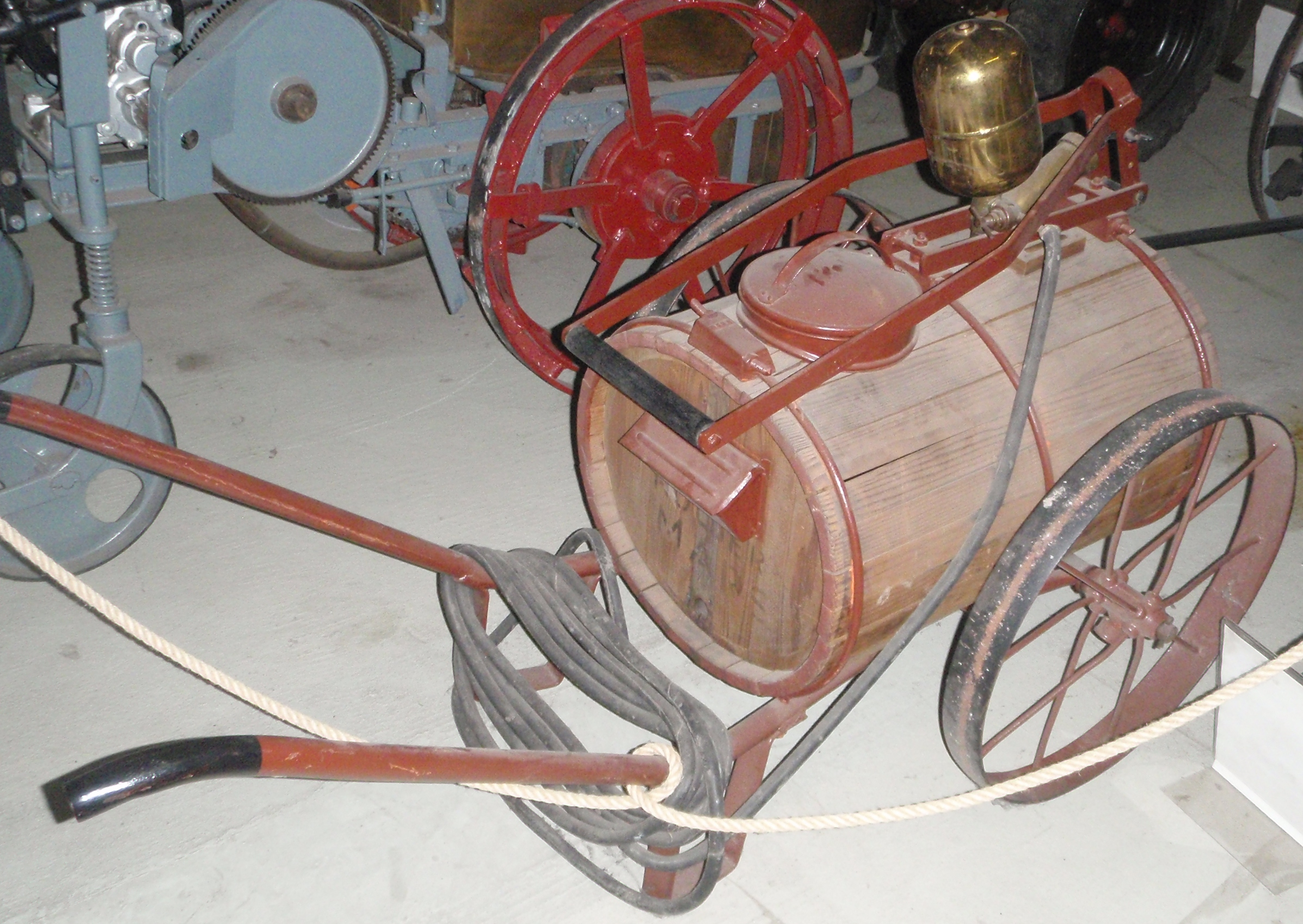
Mars
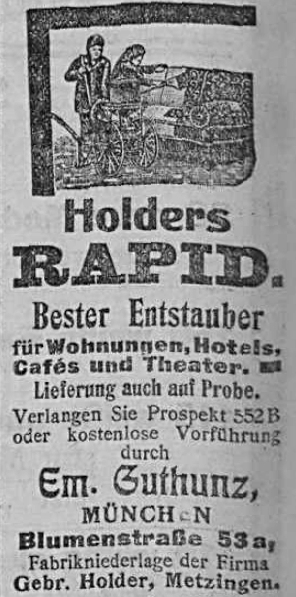
Holder Rapid stofzuiger
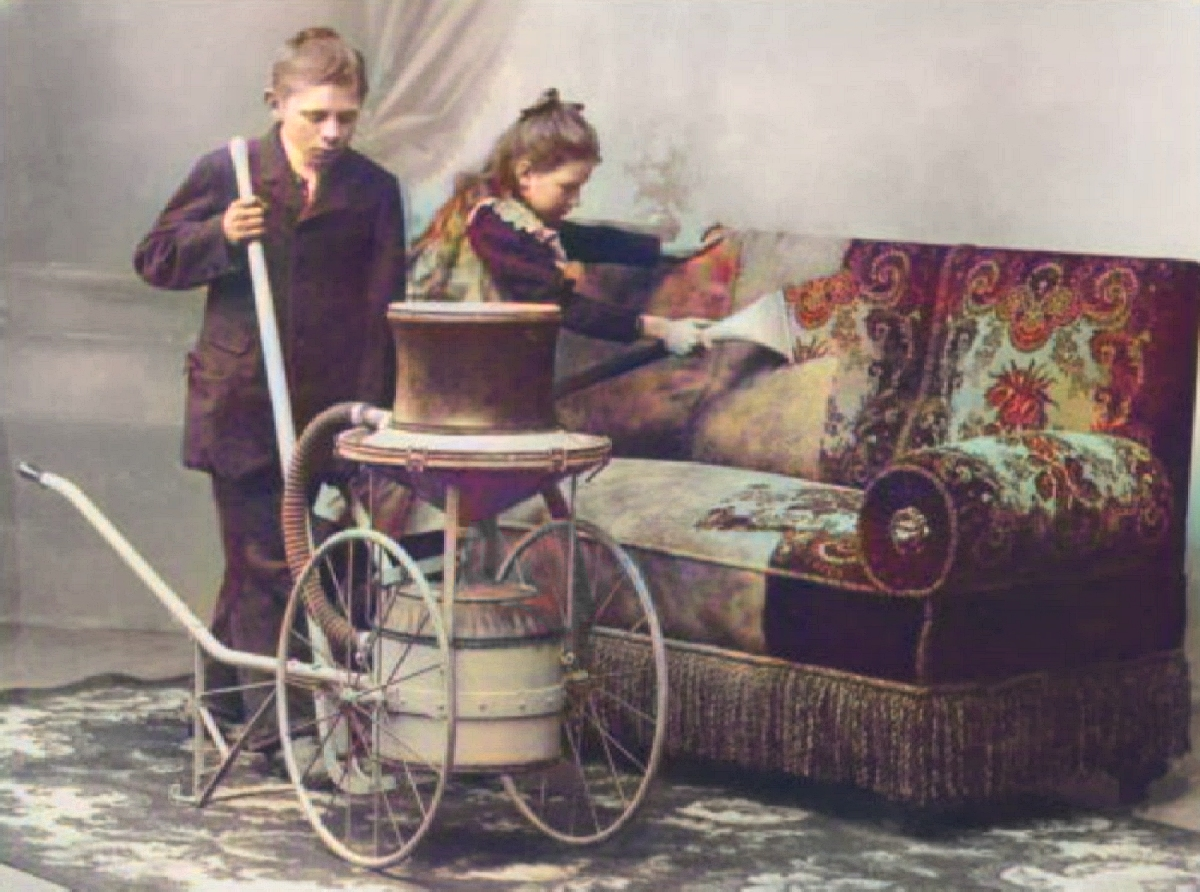
Holder, stofzuiger
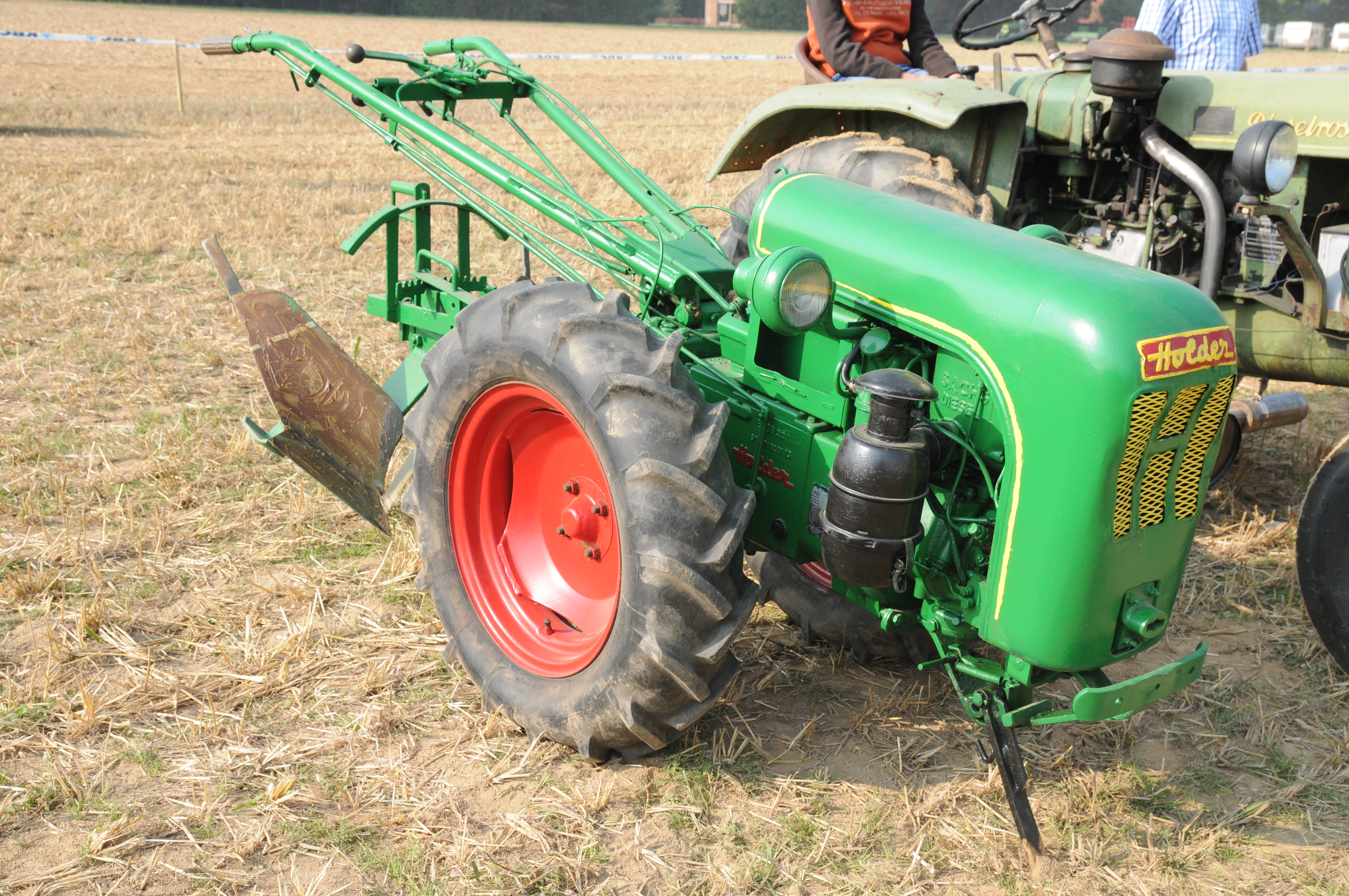
Enkelassige E 12
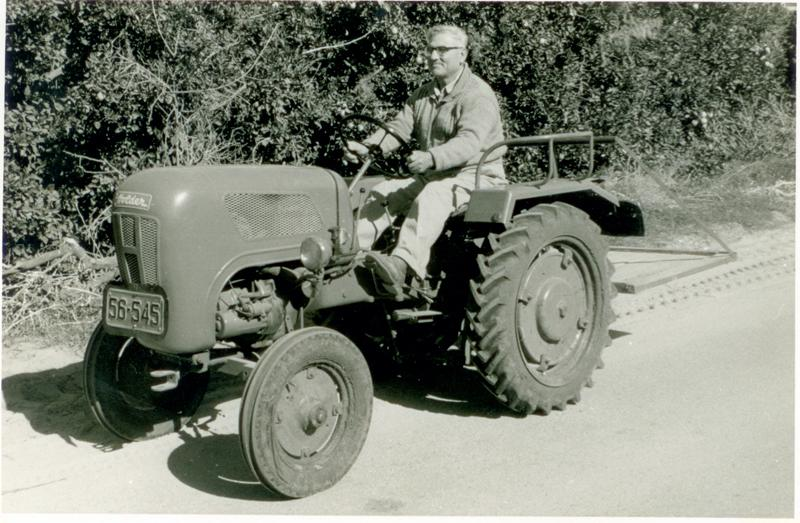
Holder in Israël
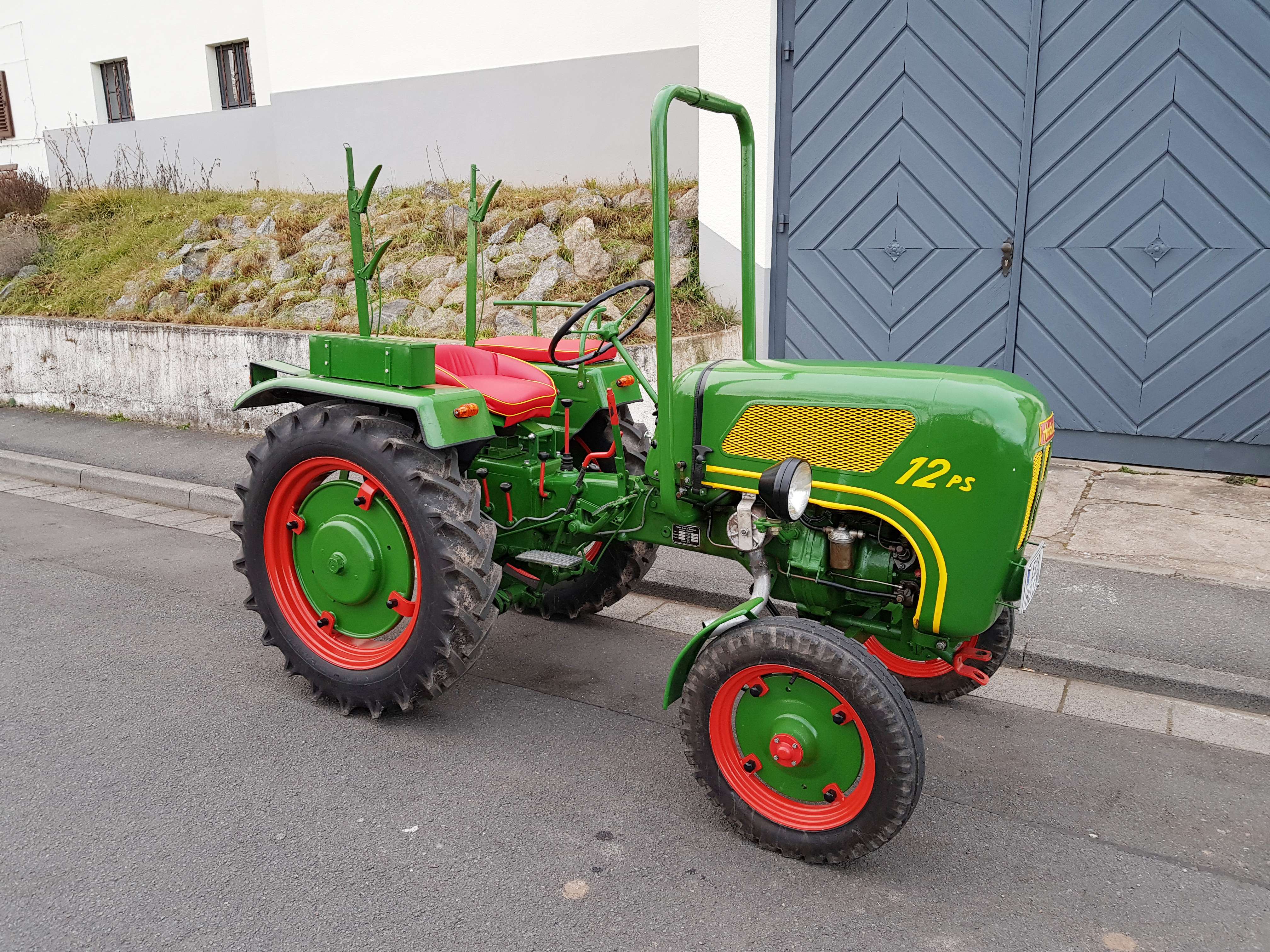
B12 B (Bj. 1959)
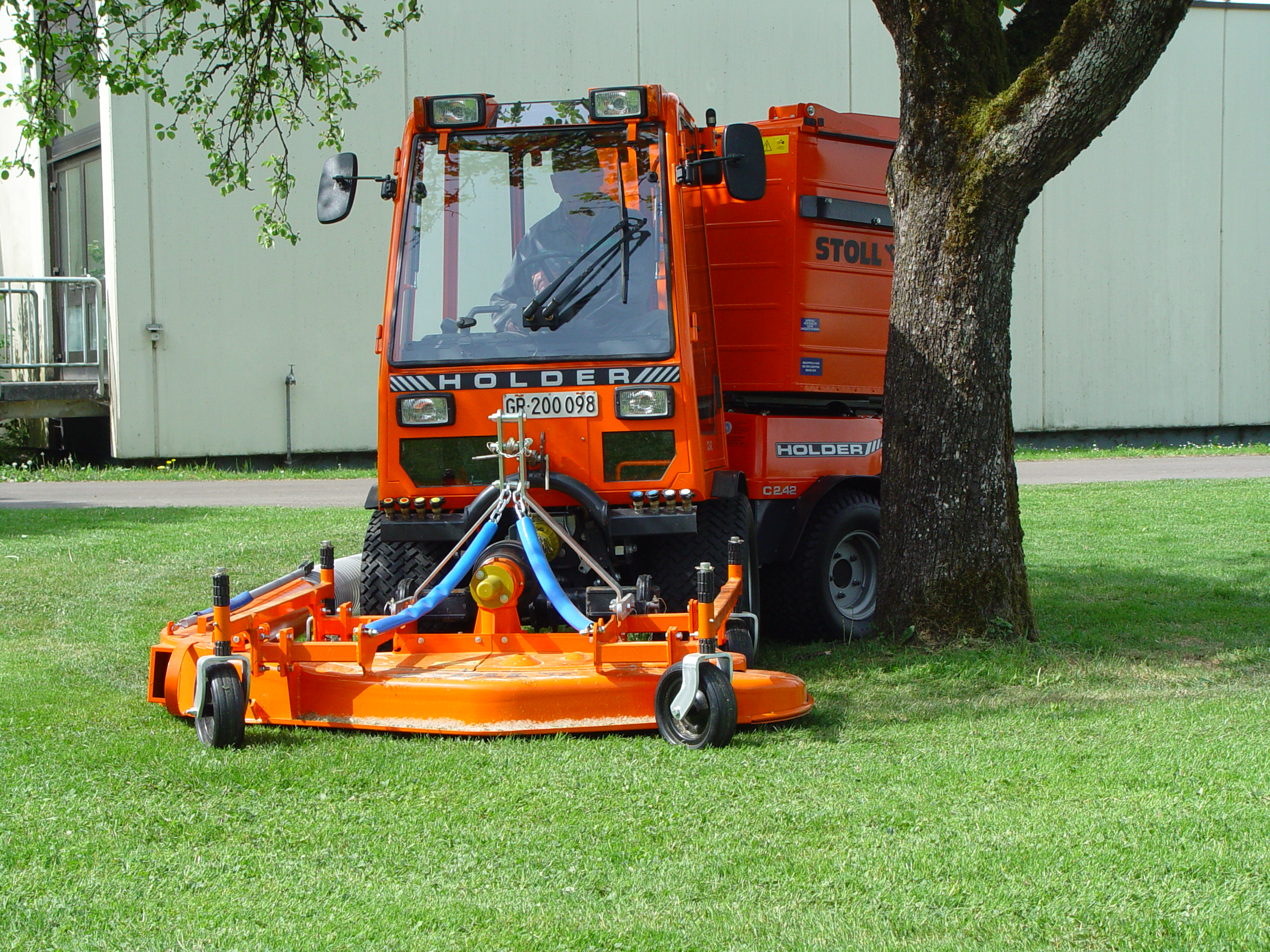
C 245
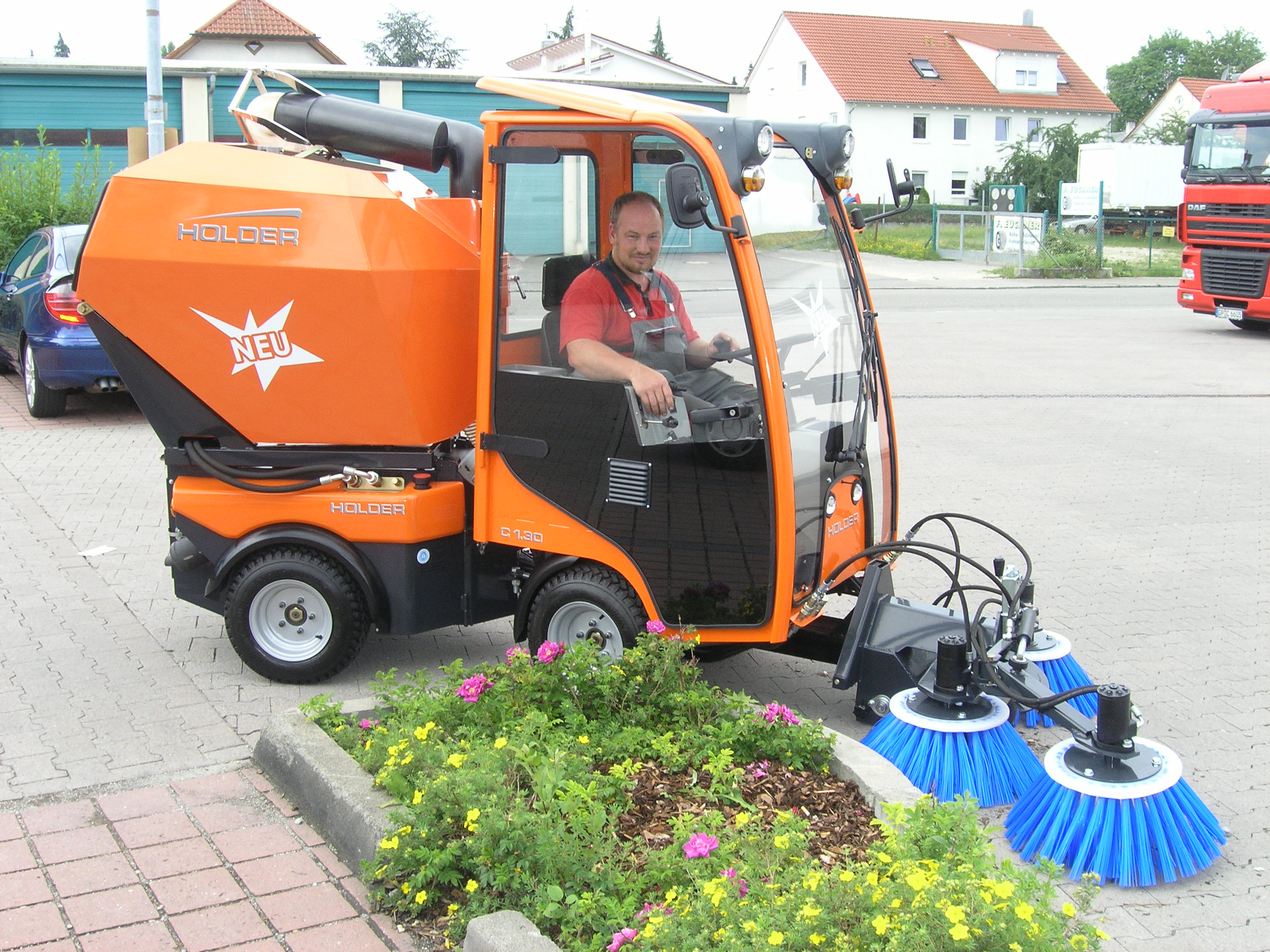
V 130
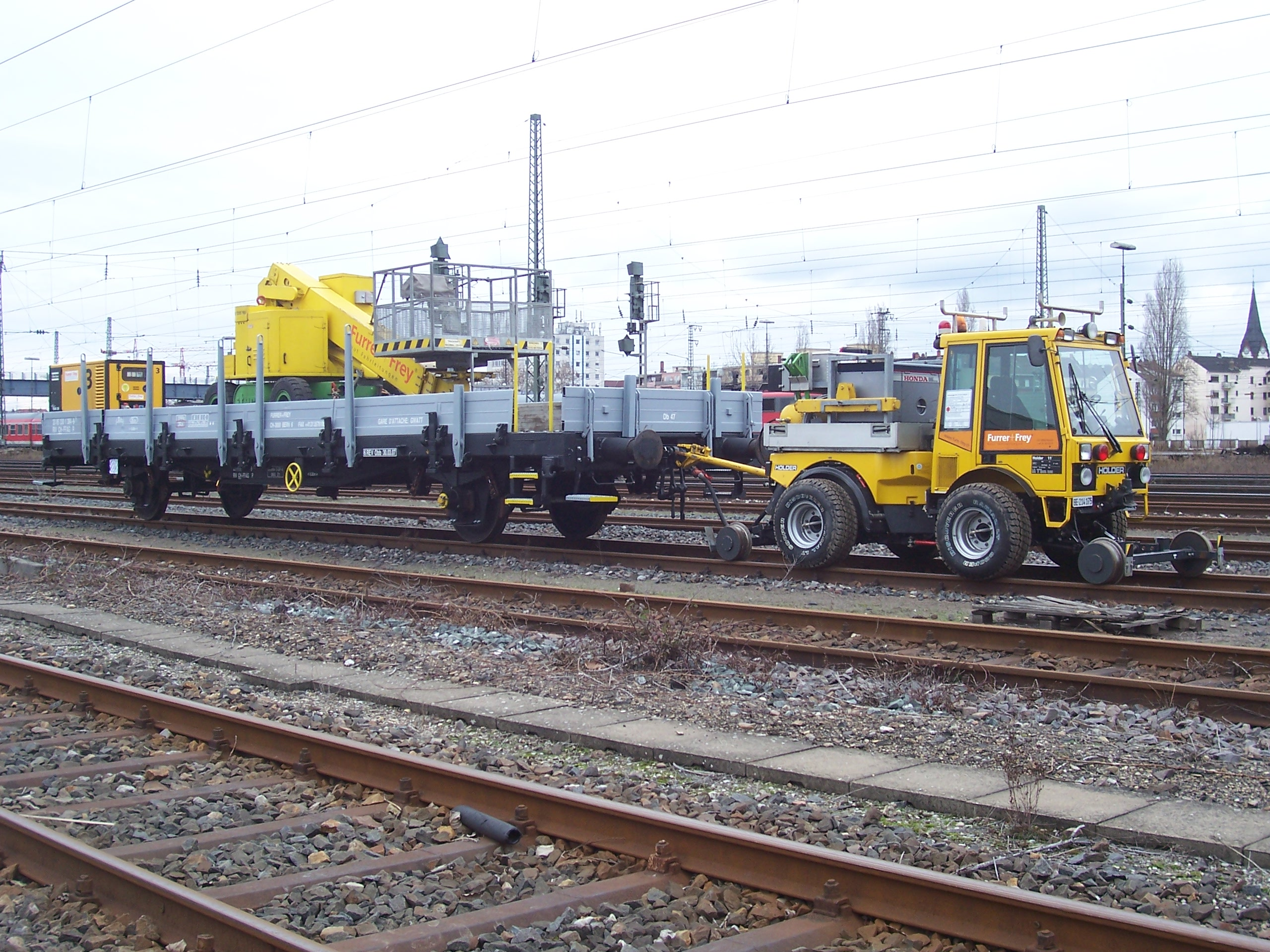
railvoertuig 101 5031
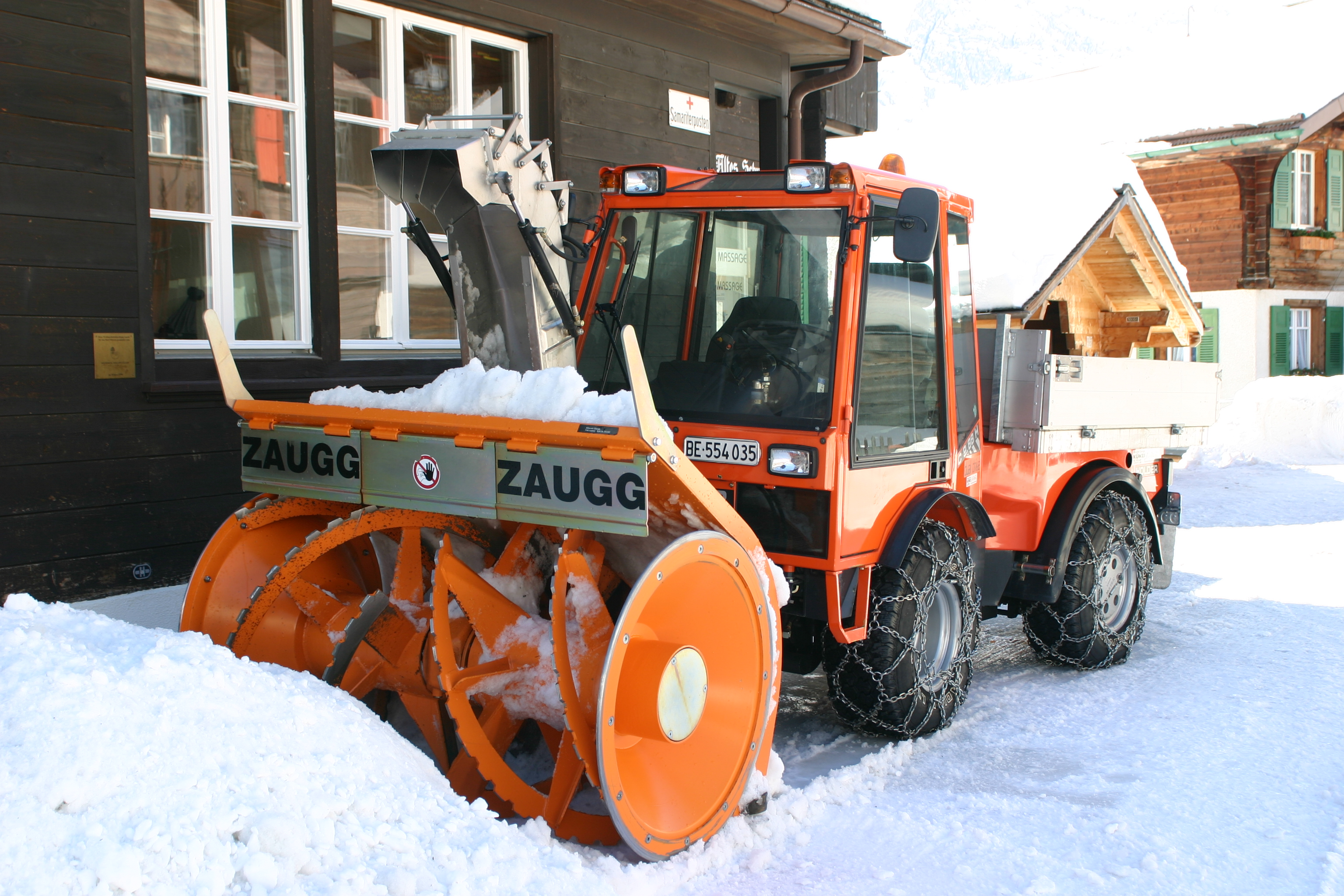
sneeuwruimer
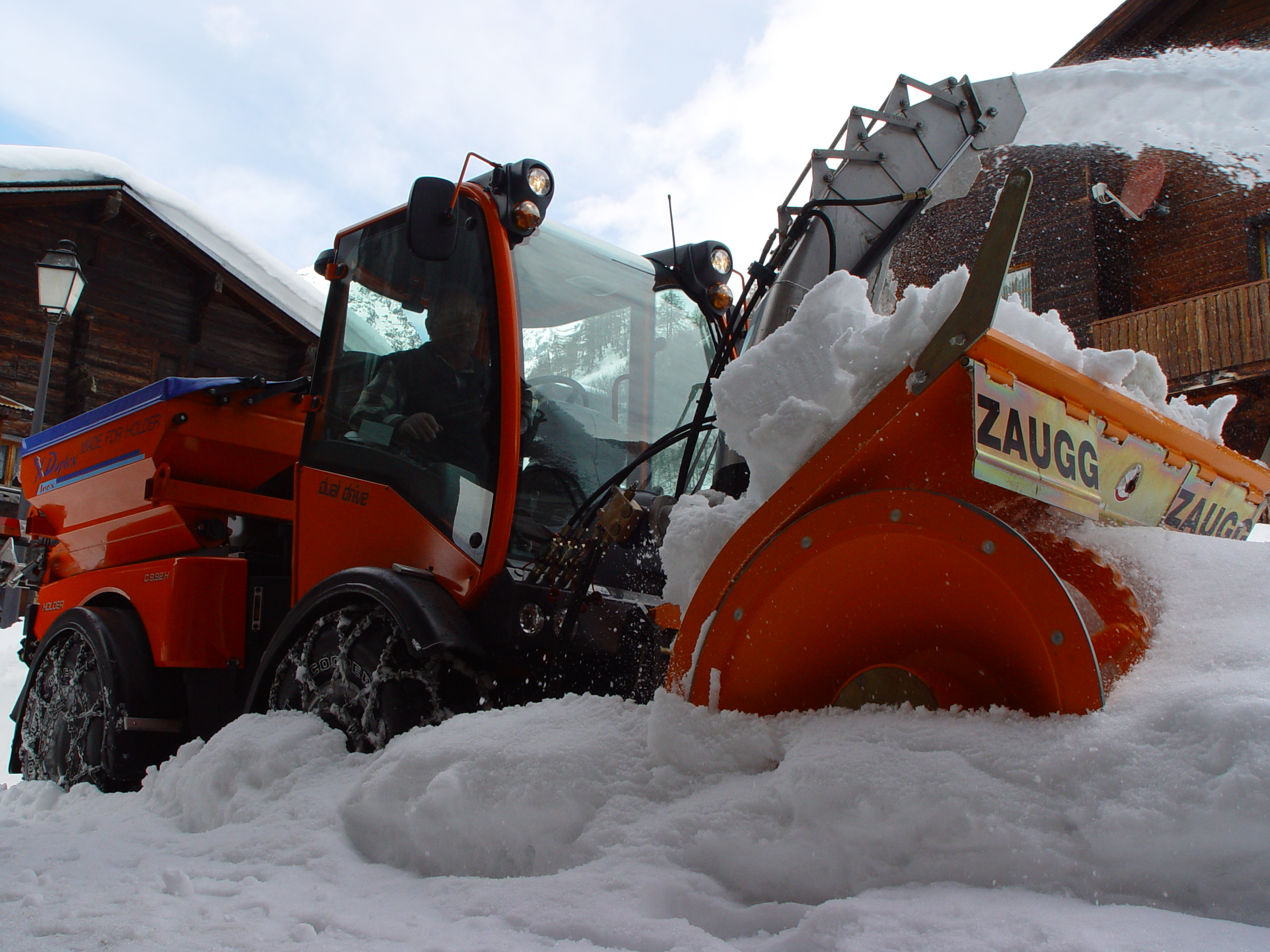
S 990